# Doctor Moisés S. Bertoni
Doctor Moisés S. Bertoni é uma distrito do Paraguai, Departamento Caazapá. Possui uma população de 5.002 habitantes e sua economia é baseada da agropecuária.

## Transporte
O município de Doctor Moisés S. Bertoni é servido pelas seguintes rodovias:
- Caminho em pavimento ligando a cidade ao município de Maciel
- Caminho em terra ligando a cidade ao município de Yegros [1][2][3]